# سورت آرت آنلاین
هنر شمشیرزنی آنلاین (ژاپنی: ソードアート・オンライン هپبورن: Sōdo Āto Onrain)، یک مجموعه لایت ناول ژاپنی است که توسط رکی کاواهارا نوشته شده، و به‌وسیلهٔ abec مصورسازی شده است. داستان مجموعه در آینده‌ای نه چندان دور اتفاق می‌افتد و حول محور قهرمان اصلی داستان یعنی کازوتو «کیریتو» کیریگایا و آسونا یوکی تمرکز دارد که به بازی به شکل واقعیت مجازی در جهان‌های مختلف ام‌ام‌اوآرپی‌جی می‌پردازند. کاواهارا در ابتدا این مجموعه را به عنوان یک رمان وب در وبسایت خود از سال ۲۰۰۲ الی ۲۰۰۸ نوشت. سپس چاپ این مجموعه از ۱۰ آوریل ۲۰۰۹، زیر برند دِنگِکی بونکو از انتشارات آسوکی مدیا ورکس شروع شد، همراه با یک مجموعه مشتق که در اکتبر ۲۰۱۲ منتشر شد. بر اساس این مجموعه دوازده سری مانگا توسط آسوکی مدیا ورکس و کادوکاوا مورد اقتباس قرار گرفته است.
یک مجموعه تلویزیونی انیمه ۲۵ قسمتی نیز بر اساس این داستان توسط استودیوی ای-۱ پیکچرز و به کارگردانی توموهیکو ایتو دستمایه اقتباس قرار گرفت که از ژوئیه تا دسامبر ۲۰۱۲ پخش شد. فصل دوم مجموعه تحت عنوان هنر شمشیرزنی آنلاین ۲ به تعداد ۲۴ قسمت از ژوئیه تا دسامبر ۲۰۱۴ منتشر شد. یک سری انیمه اسپین آف نیز با نام هنر شمشیرزنی آنلاین آلترناتیو گان گیل آنلاین در دوازده قسمت از آوریل تا ژوئن ۲۰۱۸ پخش شد. فصل سوم مجموعه تحت عنوان هنر شمشیرزنی آنلاین: آلیسایزِیشِن (به انگلیسی: Sword Art Online: Alicization) از ۶ اکتبر ۲۰۱۸ شروع شد و تا ۳۰ مارس ۲۰۱۹ ادامه داشت. بخش دوم از فصل سوم با نام آلیسایزیشن - جنگ دنیای زیرین قرار بود در آوریل ۲۰۲۰ پخش شود، اما به دلیل دنیاگیری کروناویروس به تعویق افتاد و از ۱۱ ژوئیه الی سپتامبر ۲۰۲۰ پخش شد. چندین بازی ویدئویی براساس این مجموعه برای کنسول‌های مختلفی همچون پلی‌استیشن همراه، پلی‌استیشن ویتا و پلی‌استیشن ۳ عرضه شده است.

## داستان انیمه

### فصل اول: دنیای آینکرد
در سال ۲۰۲۲، یک بازی واقعیت مجازی با نام هنر شمشیرزنی آنلاین رونمایی می‌شود که بازیکنان آن با گذاشتن کلاهی بر سر که با عصب‌های گردن ارتباط برقرار می‌کند (نرو گیر به انگلیسی:Nerve gear) می‌توانند به دنیای مجازی بازی که آینکرد (Aincrad) نامیده می‌شود منتقل شوند. آینکرد، قلعه فلزی بزرگی است که در میان آسمان شناور است و دارای صد طبقه می‌باشد. هر یک از طبقه‌های آن ممکن است دارای جنگل‌ها، کوه‌ها، دریاچه‌ها، زیرزمین‌ها، دشت‌ها و مراحل پنهان مختلفی باشد. در این طبقه‌ها جانوران و دیوهایی هستند که بازیکن با نابود کردن آن‌ها تجربه و امتیاز بدست می‌آورد. برای رفتن به طبقه بالاتر باید غول آخر مرحله را شکست داد که در آخرین مکان طبقه قرار دارد.
در ۶ نوامبر ۲۰۲۲ تمام بازیکنان برای اولین بار پس از آزمایش نسخه بتای آن، به بازی متصل می‌شوند اما متوجه می‌شوند که دکمه‌ای برای خروج از بازی وجود ندارد. کایابا آکیهیکو، سازنده بازی، به آنها اطلاع می‌دهد که برای خروج از بازی باید تمامی ۱۰۰ مرحله بازی را فتح کنند (۱۰۰ طبقه بازی) و در این بین هرکس که آواتارش بمیرد در دنیای واقعی نیز کلاهش با فرستادن فرکانسی به سرش او را می‌کشد (با فرکانس ماکرو ویی مغزو کباب میکنه). همچنین در صورتی که در دنیای واقعی کسی کلاه را از سر آن‌ها بردارد باعث مرگ آنها می‌شود.
داستان دربارهٔ چگونگی برخورد ۱۰ هزار بازیکن بازی با این مسئله و گذر سال‌هایی(۲ سال) است که با جنگ و فتح طبقه‌های قلعه آینکرد می‌گذرد. نقش اصلی این داستان و انیمه، پسر جوانی با نام کیریتو (Kirito) هیکی‌کوموری نیت است که به زودی با دختر جوانی به نام آسونا نیز آشنا می‌شود. در این بین انجمنی به نام تابوت خندان بازیکن‌های دیگر را برای پول می‌کشتند.
کیریتو و دوستانش و اعضای انجمن شوالیه‌های خون در طبقه ۷۵ قول آخر طبقه را شکست می‌دهند (با تلفات ۱۷ نفر مرده) و کیریتو می‌فهمد در اصل یکی از بازیکن‌ها سازنده بازی هنر شمشیر زنی آنلاین و اینکرد یعنی کایابا آکیهیکو است (با یک مُهر که باعث می‌شود از بین نرود جلوی مرگ خود را می‌گرفته است) و کایابا آکیهیکو به کیریتو می‌گوید اگر من را شکست بدهی بازی تمام می‌شود زیرا من غول آخر طبقه صد (آخر) هستم (کایابا آکیهیکو مُهری که باعث زنده ماندنش می‌شد را برداشت) بعد نبردی سخت کیریتو پیروز می‌شود و بازی تمام می‌شود و کایابا آکیهیکو به آنها می‌گوید تقریباً ۴ هزار نفر از بازیکن‌ها در طول انجام مردن و بقیه (۶ هزار نفر) زنده ماندن
کیریتو بعد از تمام کردن بازی بدن خود را در بیمارستان می‌بیند که ضعیف و ناتوان است وقتی با کلی گشتن آسونا را در دنیای واقعی پیدا می‌کند متوجه می‌شود که آسونا جزء ۳۰۰ نفری هستن که از بازی بیدار نشده اَن (در بازی گیر کردن) بعد ۱ سال کیریتو خبر بد دیگری می‌شنود که مردی قرار است بعد ۱ هفته با آسونا ازدواج کند ولی یکی از دوستان کیریتو به او خبر می‌دهد که در بازی دیگری به نام آلفهیم آنلاین که ۱ سال از انتشار آن می‌گذرد آسونا دیده شده و کیریتو وارد بازی می‌شود و چک می‌کند که راه خروج هست و خیالش راحت می‌شود و ماجراجویی جدیدی را شروع می‌کند.

### فصل دوم
کیریتو پس از ماجراهای فصل اول و شایعه‌ای دربارهٔ دث گان توسط یک نفر به درون بازی به اختصار ggo وارد می‌شود و در آنجا با بازیکنی به نام شینون روبرو می‌شود. پس از ماجراهایی با شکست دث گان بخش اول این فصل تمام می‌شود.
در بخش دوم فصل ۲ در بازی آلفهیم آنلاین کیریتو و آسونا به طبقه ۲۲ می‌روند تا خانه‌ای که قبلاً در بازی هنر شمشیر زنی آنلاین خریده بودن را دوباره خریداری کنن وقتی آنجا را خریداری کردند یکی از دوستان آسونا به او گفت کسی هست که هیچ‌کس حریفش نشده وقتی آسونا برای مبارزه با او می‌رود می‌فهمد او دخترست و با او دئول می‌کند. در پایان دوئل، آن دختر آسونا رو می‌برد و از او درخواست می‌کند عضو انجمن شوالیه خفته شود. آسونا قبول می‌کند و می‌گوید چیز زیادی از آن‌ها نمی‌خواهد، همین که با شکست غول آخر طبقه ۳۰ چیزی بدست بیاورد برایش کفایت می‌کند و ماجراجویی جدید آغاز می‌شود.

### فصل سوم
در فصل سوم یکی از بازمانده گان تابوت خندان با آمپول به آسونا حمله می‌کند ولی کیریتو خود را سپر آمپول می‌کند و راهی بیمارستان می‌شود. در ادامه بخاطر آسیب جدی او یکی از دوستانش که برای وزارت دفاع توکیو کار می‌کند برای نجات او، او را وارد یک بازی جدید می‌کند که بازیکنان آن کپی از روح انسان هستند. کیریتو که می‌فهمد مردم این دنیا نمیدانن در یک بازی هستند می‌گوید حافظه خود را از دست داده و درختی در روستایی بود که اگر آن نمی‌افتاد دوست جدید کیریتو نمی‌توانست سفر برود زیرا شغلش انداختن درخت بود اما درخت جون زیادی داشت و افتادنش با تبری که از استخوان اژدها درست شده کلی وقت می‌برد کیریتو به آنها می‌گوید فک کنم شمشیرزن بوده‌ام و با اتفاقی مهارتش در بازی بیشتر می‌شود با شمشیر درخت تنومد را می‌اندازد. کیریتو برای شکست فردی که خود را ادمینستریتور (مدیر) می‌نامد و نجات جان آلیس با دوست راهی سفر می‌شود. در انتها کیریتو با شکست دادن ادمینستریتور موفق به نجات آلیس می‌شود و با دنیای بیرون ارتباط برقرار می‌کند.

### فصل چهارم (ادامه فصل سوم)
این فصل به فصل قبلی متصل است که در ابتدا کیریتو پس از آنکه با دنیای بیرون ارتباط برقرار می‌کند، به آن خبری از تهدید شدن مکان واقعی آنها داده می‌شود و بازی با یک اختلال مواجه می‌شود و کیریتو خود را مقصر شکستی که در آن مکان اتفاق افتاده است می‌داند و به افسردگی سختی دچار می‌شود. در ادامه گابریل و یکی از اعضای تابوت خندان به نام PoH که سرگروهی حمله به آن مکان را به عهده گرفته بودند، پس از تصمیم‌گیری مجبور می‌شوند وارد بازی شوند و دو شخصیت قوی از دنیای تاریکی را در اختیار می‌گیرند و به دنبال آلیس می‌روند تا گابریل (در بازی GGO عده ای از بازیکنان را هم رهبری می‌کرد) که امپراتور تاریکی شده است بتواند لذت گرفتن آلیس را بچشد و هم مأموریت خود را در دنیای واقعی به پایان برسانند. برای مبارزه با آدم‌ها، نیروهای تاریکی که متشکل از چندین اعضای مهم همچون گابلین‌ها، غول‌ها، اورک‌ها، ساحره‌ها و … بودند با گابریل که کاراکتر امپراتور و دیگری PoH که کاراکتر قدرتمندی را در اختیار داشتند به مبارزه می‌روند و در مقابل شوالیه‌های صداقت که مسولیت حفاظت از کشیش اعظم، آدم‌ها و قوانین قرار داد شده را به عهده دارند، قرار می‌گیرند. سپس دوستان کیریتو برای او نگران می‌شوند با ارتباط برقرار کردن با کسی که نزد کیریتو بود و برای بهبود شرایط او، آن را وارد بازی کرده بود، وارد بازی شوند که در این حین هم افراد گابریل در دنیای واقعی با خرابکاری در سیستم افراد زیادی را وارد این بازی کرده و قصد آنها کشتن فلاکتولایت‌ها و ژاپنی‌ها در آن بود. پس از نبردی سخت کیریتو با الهام گرفتن از دوستان خود به مداوای روحی خودی می‌پردازد و قدرت خود را جمع می‌کند و به مبارزه با PoH و گابریل می‌رود. هنگام با شکست گابریل و نیروی تاریکی آلیس موفق می‌شود تا به لبه جهان برسد و خود و هدف از تشکیل آن سرزمین را نجات دهد، با اینکار آلیس به دنیای واقعی می‌رود و کیریتو و آسونا (که کمی قبل تر از دوستان کیریتو به کمک کیریتو رفت و وارد دنیای زیرین شد) هم پس از مدتی از دستگاه بیرون می‌آیند و جامعه ای مدرن را، که در آن هوش مصنوعی با گذراندن سال‌های بسیار زیاد در دنیای دیگر یعنی همان underworld، رقم می‌زند.